# Bart Carlier (atleet)
Bart Carlier (1970) is een Belgische atleet, die gespecialiseerd is in de sprint. Hij werd zesmaal Belgisch kampioen.

## Loopbaan
Carlier werd in 1989 indoorkampioen op de 200 m. Tussen 1991 en 1994 werd hij tweemaal opeenvolgend outdoor en driemaal opeenvolgend indoor Belgisch kampioen op de 400 m. Hij was aangesloten bij Olympic Essenbeek Halle en Track Club Brussels.

## Belgische kampioenschappen
Outdoor
| Onderdeel | Jaar       |
| --------- | ---------- |
| 400 m     | 1991, 1992 |

Indoor
| Onderdeel | Jaar             |
| --------- | ---------------- |
| 200 m     | 1989             |
| 400 m     | 1992, 1993, 1994 |

## Persoonlijke records
Outdoor
| Onderdeel | Prestatie | Datum         | Plaats    |
| --------- | --------- | ------------- | --------- |
| 300 m     | 34,29 s   | 25 april 1992 | Lommel    |
| 400 m     | 46,59 s   | 15 juni 1991  | Vilvoorde |

Indoor
| Onderdeel | Prestatie | Datum            | Plaats |
| --------- | --------- | ---------------- | ------ |
| 200 m     | 21,77 s   | 23 januari 1994  | Gent   |
| 400 m     | 47,68 s   | 16 februari 1992 | Gent   |

## Palmares

### 200 m
- 1989:  BK indoor AC – 21,87 s

### 400 m
- 1989: DNS series EK U20 te Varazdin
- 1989:  BK AC – 47,88 s
- 1991:  BK AC – 46,86 s
- 1992:  BK indoor AC – 47,68 s
- 1992:  BK AC – 47,24 s
- 1993:  BK indoor AC – 47,99 s
- 1994:  BK indoor AC – 48,77 s